# Mahamadou Cissé (football)
Pour les articles homonymes, voir Mahamadou Cissé.
Mahamadou Cissé, surnommé Tostao, est un footballeur malien jouant au poste d'attaquant.

## Carrière

### Carrière en club
Il joue au football à l'US Sévaré avant de partir étudier au lycée Sankoré de Bamako en 1985, rejoignant le Stade malien dès la saison 1985-1986. Membre de l'équipe du Stade malien de 1985 à 2001, il remporte sept Coupes du Mali, marquant notamment lors des finales 1986 et 1988.

### Carrière en sélection
Avec l'équipe du Mali de football, Mahamadou Cissé dispute trois finales de la Coupe Amílcar Cabral, dont une victorieuse en 1989 à Bamako.